# فيليب غرين (رجل أعمال)
فيليب غرين (بالإنجليزية: Philip Green)‏ هو شخصية أعمال وكبير الإداريين التنفيذيين بريطاني، ولد في 15 مارس 1952 في كرويدون في المملكة المتحدة.